# إي سي دبليو (برنامج تلفزيوني)
إي سي دبليو (بالإنجليزية: ECW) هو برنامج تلفزيوني عن المصارعة المحترفة منتج من قبل شركة دبليو دبليو إي ، كانت متخصصة في نقل مجريات منافسات بطولة إي سي دبليو من 2006 إلى 2010 وكان يتواجد مع دبليو دبليو إي راو ودبليو دبليو إي سماكداون.

## وصلات خارجية
- إي سي دبليو على موقع IMDb (الإنجليزية)
- إي سي دبليو على موقع ميتاكريتيك (الإنجليزية)
- إي سي دبليو على موقع كينوبويسك (الروسية)
- إي سي دبليو على موقع قاعدة بيانات الفيلم (الإنجليزية)

- إي سي دبليو على قاعدة بيانات الأفلام على الإنترنت